# Weapon in Mind
Weapon in Mind is Maria Mena's zevende studioalbum. Deze cd is op 20 september 2013 uitgekomen in Nederland.

## Muziek
| Nr. | Titel                                             | Duur |
| --- | ------------------------------------------------- | ---- |
| 1.  | Interesting                                       | 3:03 |
| 2.  | Fuck you                                          | 3:15 |
| 3.  | All the love                                      | 3:44 |
| 4.  | I always liked that                               | 3:44 |
| 5.  | Madness                                           | 3:09 |
| 6.  | I love you too                                    | 2:55 |
| 7.  | You make me feel good                             | 3:08 |
| 8.  | Caught off guard, floored by love                 | 3:47 |
| 9.  | You're all telling stories                        | 3:53 |
| 10. | Lover let me in                                   | 3:34 |
| 11. | I'm only human                                    | 3:06 |
| 12. | You hurt the ones you love (I don't believe that) | 3:05 |
| 13. | The end                                           | 3:02 |
| 14. | No (Bonus track on German Amazon Edition)         | 2:57 |